# Microimpressão

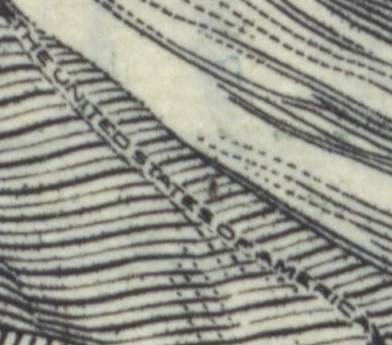
Detalhe da microimpressão incorporada no papel-moeda de US$ 100.

Microimpressão é a produção de padrões ou caracteres reconhecíveis em um meio impresso em uma escala que normalmente requer ampliação para ser lida a olho nu. A olho nu, o texto pode aparecer como uma linha sólida. As tentativas de reprodução por métodos de fotocópia, digitalização de imagens ou pantógrafo geralmente são traduzidas como uma linha pontilhada ou sólida, a menos que o método de reprodução possa identificar e recriar padrões nessa escala. A microimpressão é usada predominantemente como uma técnica antifalsificação, devido à sua incapacidade de ser facilmente reproduzida por métodos digitais comuns.
Embora a microfotografia seja anterior à microimpressão, a microimpressão foi significativamente influenciada por Albert Boni em 1934, quando ele se inspirou em seu amigo, escritor e editor Manuel Komroff, que estava mostrando seus experimentos relacionados à ampliação de fotografias. Boni pensou que se ele pudesse reduzir, em vez de ampliar, as fotografias, essa tecnologia poderia permitir que as empresas de publicação e as bibliotecas acessassem quantidades muito maiores de dados a um custo mínimo de material e espaço de armazenamento. Na década seguinte, Boni trabalhou para desenvolver a microimpressão, um processo microopaco no qual as páginas eram fotografadas usando microfilme de 35 mm e impressas em cartões usando litografia offset. (Patente E.U.A. 2 260 551A, Patente E.U.A. 2 260 551A) Esse processo provou produzir um ficha catalográfica de 6" por 9" que armazenava 100 páginas de texto das publicações de tamanho normal que ele estava reproduzindo. Boni fundou a empresa Readex Microprint para produzir e licenciar essa tecnologia. Ele também publicou um artigo Um guia para a literatura de fotografia e assuntos relacionados (1943), que apareceu em uma 18ª edição suplementar do Photo-Lab Index.

## Uso
As moedas geralmente exibem a mais alta qualidade (menor tamanho) de microimpressão porque exigem o mais alto nível de dissuasão de falsificação. Por exemplo, na série de notas de US$ 20 dos Estados Unidos de 2004, a microimpressão está oculta na borda no canto inferior esquerdo do anverso (frente), bem como no fundo Twenty USA.

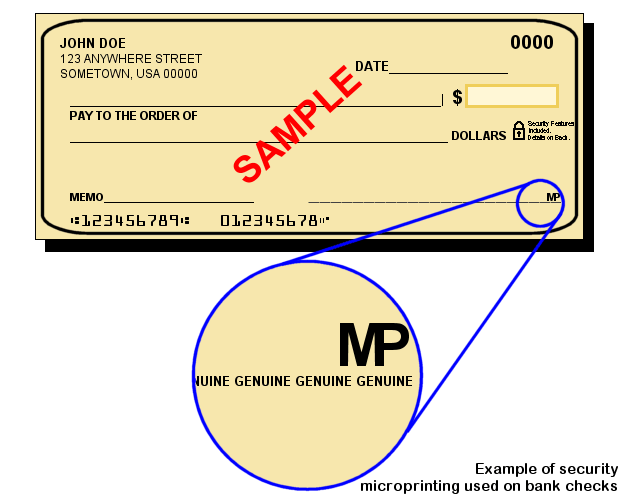
Microimpressão MP comumente usada em cheques bancários pessoais.

Os cheques bancários, assim como vários outros itens de valor, também costumam utilizar métodos de microimpressão, mas geralmente não em tamanho tão extremo. Por exemplo, os cheques bancários pessoais geralmente colocam os caracteres MP ao lado da linha de assinatura do cheque; esses caracteres representam a microimpressão e indicam que a linha de assinatura ou outros recursos do cheque são, na verdade, caracteres microimpressos. Os caracteres microimpressos são usados como um recurso antifalsificação devido à dificuldade de serem reproduzidos, enquanto o MP em destaque serve como um aviso ostensivo de que o item emprega a técnica.
Embora a microimpressão em algumas escalas possa ser legível ao olho humano sem microscopia, não há diferenciação entre a microimpressão nessas diferentes escalas.
O primeiro selo postal dos EUA a incorporar a microimpressão foi a Série de Flores Silvestres Americanas, lançado pelo Serviço Postal dos Estados Unidos (USPS ) em 1992. Foi também o primeiro selo comemorativo totalmente produzido por litografia offset. Desde então, o USPS emitiu outros selos com microimpressão mais complexa incorporada, juntamente com datas, palavras e abreviações, como "USPS", e até mesmo desenhos de selos inteiros compostos de letras microimpressas.
Na década de 1940, houve um interesse passageiro na microimpressão como uma solução para o armazenamento de livros em bibliotecas. O bibliotecário Fremont Rider defendeu a microimpressão em vez do microfilme por seu custo reduzido. Ele também sugeriu que livros inteiros poderiam ser impressos no verso dos cartões de catálogo das bibliotecas, que geralmente estão em branco, substituindo o armazenamento de livros em tamanho real nas prateleiras das bibliotecas.

## Produção

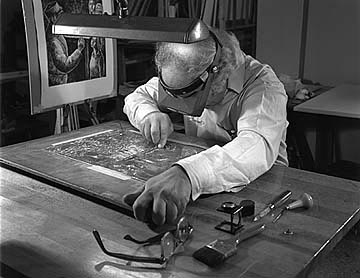
Preparação de uma chapa de impressão litográfica.

A microimpressão de menor escala só pode ser produzida manualmente, usando chapas de impressão offset gravadas ou algum outro método de gravura em metal.

MICR

As impressoras de microtexto digital utilizam fontes e tinta especialmente projetadas para essa finalidade. A tinta usada é mais comumente partículas de toner MICR (Reconhecimento de Caracteres de Tinta Magnética), mas também pode ser toner à base de poliéster e à base de polímero de acrilato de estireno. A tinta não se limita apenas à escala de cinza, mas também pode usar toners coloridos ou ainda mais especializados que contenham corantes sensíveis à radiação ultravioleta ou infravermelha e que produzam fluorescência quando expostos a essas radiações.

## Microtexto e microfontes

Exemplos de várias microfontes usadas em microimpressão digital.

A microimpressão em escala capaz de ser feita por outros métodos de impressão não pode ser produzida por uma impressora digital, independentemente da resolução do dispositivo. Algumas fontes digitais são projetadas especificamente para a finalidade de microimpressão. Essas fontes de pseudo-microimpressão são chamadas de microtexto.
A Xerox foi aclamada por desenvolver uma fonte de microtexto que, segundo eles, poderia produzir caracteres com 1/100 de polegada de altura; 1/100 de polegada é equivalente a 0,72 pontos.
Em abril de 2015, a Videojet Technologies lançou suas impressoras 1650 High Resolution (HR) e 1620 HR Continuous Inkjet (CIJ), supostamente capazes de imprimir caracteres de tamanho subpixel de até 0,6 mm de altura (equivalente a 1,70079 pontos). As impressoras usam um bico de 40 mícrons que emite mais de 100.000 gotas de tinta por segundo. Embora essas impressoras tornem a microimpressão mais rápida e mais fácil de produzir digitalmente, elas ainda não atingiram o verdadeiro tamanho de subpixel de menos de 1 ponto.
O microtexto de menor escala que uma impressora a laser pode produzir é de 0,5 pt.

## Microestruturas
Usando tintas de nanopartículas de ouro em um substrato de vidro, os cientistas concluíram que era possível controlar a produção de padrões de impressão em uma escala de 2 mícrons. Após a impressão, a suspensão de tinta de nanopartículas foi aquecida com um laser gaussiano; à medida que aquecia, o vidro se expandia devido à condutividade térmica da nanotinta de ouro. Em experimentos posteriores, eles conseguiram fundir as nanopartículas em uma formação mais estreita, uma linha condutora contínua. Esses experimentos não incluíram diretamente caracteres de fonte, mas poderiam ser traduzidos para esse uso.